# فورمان (کارولینای جنوبی)
فورمان(به انگلیسی: Furman) شهری در ایالت کارولینای جنوبی کشور ایالات متحده آمریکا است که جمعیت آن در سرشماری سال ۲۰۱۰ میلادی، ۲۳۹ نفر بوده‌است.